# Jan Blommaert
Jan Blommaert (Dendermonde, 4 de novembro de 1961 – Antuérpia, 7 de janeiro de 2021) foi um linguista belga, que se destacou por seus estudos de Sociolinguística e Linguística antropológica. 

## Vida académica
Blommaert recibeu o doutorado em História da África e Filologia da Universidade de Gante em 1989. Foi diretor de pesquisas da Asociação Internacional de Pragmática, com sede na Universidade da Antuérpia. Em 1999 retornou à Universidade de Gante como professor associado e chefe do Departamento de Línguas e Culturas da África. Em 2005 foi nomeado Professor e Presidente do Instituto de Educação da Universidade de Londres. Em 2008 se mudou para Finlândia, onde foi nomeado Professor Distinguido no Departamento de Idiomas da Universidade de Jyväskylä, cargo que ocupou até 2010. Foi o diretor do Babylon Center e professor de Língua, Cultura e Globalização da Universidade de Tilburg, en Tilburgo, na Holanda. Também lecionou da Universidade de Gante. Além disso, foi professor honorário da Universidade de Língua e Cultura de Beijing, da Universidade do Cabo Oeste e da Universidade Helênica Americana.

## Obra
Seus trabalhos se centram no análise das questões do poder e a desigualdade social na linguagem e na sociedade, nas condições da globalização contemporânea, desde uma perspectiva analítica e etnográfica do discurso. Seu objetivo principal é o estudo etnográfico da desigualdade na sociedade, e em particular como se relaciona com o uso da linguagem.
A chave para o trabalho de Blommaert é a etnografia, incluso nas questões de metodologia e prática empírica. Porem, a etnografia não se reduz a esses elementos, senão mais bem é esboçada como um paradigma, um marco teórico e metodológico sólido, a través do qual se observa o mundo. Para conseguir una amplia visão, Blommaert argumenta em favor duma compreensão histórica e dos modelos do uso da linguagem real na sociedade.
Desde o ano 2002, Blommaert virou um sociolinguista da globalização, que era basicamente uma nova plataforma para pensar sobre a linguagem na sociedade, considerando o fato de que a "velha sociolinguística" e sua terminologia já não podiam tratar nem fazer justiça às novas e instáveis realidades socio-linguísticas, resultantes da super-diversidade.
Blommaert, a partir de Vertovec, descreveu esta super-diversidade nos términos de uma major mobilidade e uma explosão das novas tecnologias, por lo que a ideia da estabilidade nas formações sociais, culturais e linguísticas já não pode pressupor-se, a causa da desaparição da previsibilidade. Esta super-diversidade conduz a problemas de complexidade, que tratou em Crônicas de complexidade.
Aparte de um corpo acadêmico voluminoso de trabalho, Blommaert tem escrito extensamente, em holandês, para tratar empiricamente questões mais amplias da sociedade belga e holandesa: o nacionalismo, o populismo e a democracia, a política de asilo, os refugiados, problemas na linguagem e a educação, e ensaios sobre a sociologia que funciona sob o neoliberalismo. A obra de Blommaert em holandés também tem contribuído ao debate sobre a situação da esquerda no espectro político.

## Morte
Blommaert morreu em 7 de janeiro de 2021, aos 59 anos, na Antuérpia.

## Livros
- 1998. Debating Diversity: Analyzing the Discourse of Tolerance (com Jef Verschueren). London: Routledge.
- 1999. Language Ideological Debates. Berlin: Mouton De Gruyter.
- 1999. State Ideology and Language in Tanzania. Köln: Rüdiger Köppe Verlag.
- 2005. Discourse: A Critical Introduction. Cambridge: Cambridge University Press.
- 2008. Grassroots Literacy: Writing, Identity and Voice in Central Africa. London: Routledge.
- 2010. The Sociolinguistics of Globalization. Cambridge: Cambridge University Press.
- 2010. Ethnographic Fieldwork: An Introduction (com Dong Jie). Bristol: Multilingual Matters.
- 2013. Ethnography, Superdiversity and Linguistic Landscapes: Chronicles of Complexity. Bristol: Multilingual Matters.